# Floyd Smith (Musiker)

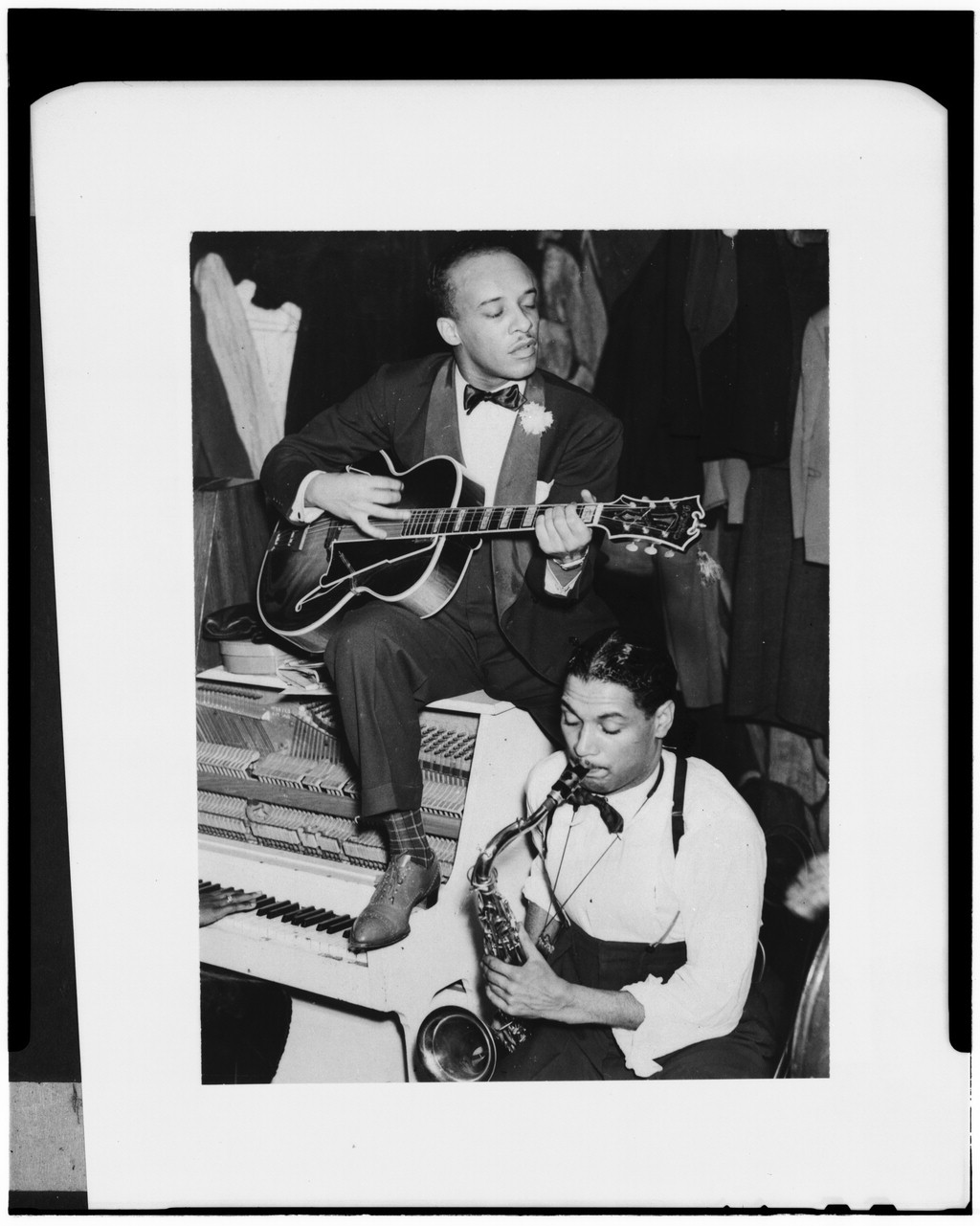
Floyd Smith (vorn rechts) mit Dick Wilson, Howard Theater, Washington, D.C., vor 1941.
Fotografie von William P. Gottlieb.

Floyd Smith (* 25. Januar 1917 in St. Louis, Missouri; † 29. März 1982 in Indianapolis) war ein US-amerikanischer Jazzgitarrist, Komponist und Musikproduzent, der als einer der Pioniere der elektrisch verstärkten Gitarre im Jazz gilt.

## Leben und Wirken
Smith, Sohn eines Schlagzeugers, lernte als Kind zunächst Ukulele und begann seine Musikerkarriere in Territory Bands wie bei Eddie Johnson's Crackerjacks. In den 1930er Jahren arbeitete er bei Dewey Jackson und dem Jeter-Pillars Orchestra, wo er erstmals bei Aufnahmen E-Gitarre spielte. Er zog dann nach New York, wo er mit den Sunset Royal Entertainers im Harlemer Apollo Theater auftrat. Von 1938 bis 1942 war er Mitglied der Band von Andy Kirk und wurde bekannt durch seine Aufnahme von Floyd’s Guitar Blues (1939), wobei er eine Hawaii-Gitarre benutzte. In dieser Zeit entstanden auch Aufnahmen mit Mildred Bailey und Mary Lou Williams. 
Nach dem Militärdienst im Zweiten Weltkrieg arbeitete er erneut mit Kirk (bis 1946) und hatte in Chicago ein eigenes Trio. Smith legte in den 1950er Jahren auch einige Schallplatten unter eigenem Namen vor (Floydnasty,Gloomy Evening) sowie After Yours und Me and You, bei denen er vom Horace Henderson Orchester begleitet wurde. Ferner spielte er mit Wild Bill Davis, Chris Columbus und verschiedenen Orchestern in St. Louis; von 1959 bis 1964 ging er mit Bill Doggett auf USA- und Europa-Tourneen. Ende der 60er trat er in Atlantic City im Duo mit Hank Marr auf, Anfang der 70er Jahre war er erneut in Europa und nahm Schallplatten mit Al Grey, Buddy Tate und Wild Bill Davis auf. In dieser Zeit war er auch als Musikproduzent tätig, hatte in Chicago ein eigenes Label und produzierte Disco- und Gospelmusik, u. a. von Loleatta Holloway, die er später heiratete.

## Diskographische Hinweise
- Relaxin’ with Floyd - The Definitive Black & Blue Sessions (ed. 2002) mit Wild Bill Davis und Chris Columbus

## Lexikalische Einträge
- Bielefelder Katalog 1988
- Richard Cook, Brian Morton: The Penguin Guide to Jazz on CD. 6. Auflage. Penguin, London 2002, ISBN 0-14-051521-6.
- Leonard Feather, Ira Gitler: The Biographical Encyclopedia of Jazz. Oxford University Press, Oxford usw. 1999, ISBN 978-0-19-532000-8
- John Jörgensen, Erik Wiedemann: Jazzlexikon. Mosaik, München 1967

| Personendaten    | Personendaten                                 |
| ---------------- | --------------------------------------------- |
| NAME             | Smith, Floyd                                  |
| KURZBESCHREIBUNG | US-amerikanischer Jazzgitarrist und Komponist |
| GEBURTSDATUM     | 25. Januar 1917                               |
| GEBURTSORT       | St. Louis                                     |
| STERBEDATUM      | 29. März 1982                                 |
| STERBEORT        | Indianapolis                                  |